# Francofonia
Francofonia is een Frans-Duits-Nederlandse film uit 2015, geschreven en geregisseerd door Aleksandr Sokoerov. De film ging in première op 4 september op het 72ste Filmfestival van Venetië.

## Verhaal
Tijdens de Tweede Wereldoorlog werken de Fransman Jacques Jaujard en de Duitser Franz Wolff-Metternich samen om de kunstschatten van het Louvre in Parijs te beschermen en te bewaren. De film verkent de relatie tussen kunst en macht tijdens een van de meest bloedige en verwoestende conflicten die de wereld ooit heeft gekend.

## Rolverdeling
| Acteur                   | Personage              |
| ------------------------ | ---------------------- |
| Louis-Do de Lencquesaing | Jacques Jaujard        |
| Vincent Nemeth           | Napoléon Bonaparte     |
| Benjamin Utzerath        | Franz Wolff-Metternich |
| Johanna Korthals Altes   | Marianne               |